# Bệnh viện Từ Dũ
Bệnh viện Từ Dũ là một bệnh viện phụ sản ở Thành phố Hồ Chí Minh, Việt Nam. Với gần 100 năm làm việc và phát triển, Bệnh viện Từ Dũ là nơi ra đời của rất nhiều thế hệ em bé sinh ra ở tại Thành phố Hồ Chí Minh. Bệnh viện Từ Dũ cũng là một trong bệnh viện hàng đầu ở Việt Nam trong vấn đề về hiếm muộn và thụ tinh nhân tạo. Hiện nay, bác sĩ Trần Ngọc Hải là Giám đốc Bệnh viện Từ Dũ . Bệnh viện được đặt theo tên của bà Từ Dụ, Hoàng thái hậu triều Nguyễn.

## Lịch sử hình thành
Tiền thân của bệnh viện Từ Dũ là một khu chuyên khoa sản trực thuộc Bệnh viện Lalung Bonnaire (nay là Bệnh viện Chợ Rẫy) ra đời vào năm 1923. Đến năm 1937, thương gia người Hoa là Hui Bon Hoa (tức chú Hoả) đã hiến mảnh đất riêng với diện tích 19.123m² trên đường Arras cũ (nay là đường Cống Quỳnh, Quận 1, TP. Hồ Chí Minh) để xây bảo sanh viện mang tên Maternité Indochinoise (Bảo sanh viện Đông Dương) do Giáo sư Bác sĩ George Cartoux (người Pháp) làm giám đốc.
Do tình hình chiến tranh, nên khi xây dựng xong, bảo sanh viện bị quân đội Pháp, sau đó là Nhật trưng dụng làm nơi đóng quân. Đến tháng 9 năm 1943, bệnh viện phụ sản chính thức đi vào hoạt động với khoảng 100 giường bệnh.
Năm 1944, bệnh viện đổi tên thành Việt Nam Bảo sanh viện. Đến năm 1946 được đổi thành Maternité George Béchamps còn dân chúng thường gọi là "Nhà sanh Chú Hỏa". Đến năm 1948, bệnh viện được mang tên của thái hậu triều Nguyễn Từ Dụ, tuy nhiên đọc chệch là Từ Dũ và được đổi tên thành Bảo sanh viện Từ Dũ cho đến 1975.
Về cơ sở vật chất: Vào thời gian đầu hoạt động năm 1943, bảo sanh viện vẫn chưa có cơ sở cận lâm sàng, cho đến 1946 mới đặt được một phòng thí nghiệm vi trùng học. Số lượng giường bệnh cũng tăng dần để phục vụ nhu cầu người dân. Năm 1962, bảo sanh viện có 300 giường, đến năm 1972 là 506 giường.
Đến ngày 8 tháng 4 năm 2004, bệnh viện được đổi tên thành Bệnh viện Từ Dũ với tổng số giường là 1.000 giường.
Ngày nay, Bệnh viện Từ Dũ được biết đến như một bệnh viện đầu ngành về sản phụ khoa của cả nước, đồng thời là trung tâm sản phụ khoa lớn nhất khu vực phía Nam.
Từ năm 1998, được sự phân công của Bộ Y tế, bệnh viện chịu trách nhiệm là đơn vị hỗ trơ chuyên môn, chỉ đạo tuyến cho 32 tỉnh, thành khu vực phía Nam (từ Đà Nẵng đến Cà Mau). Bệnh viện đang từng bước phát triển trở thành trung tâm chuyên sau về sản phụ sơ sinh của cả nước.
Trong những năm gần đây, lần lượt từng khối nhà mới với cơ sở hạ tầng hiện đại mọc lên trong khuôn viên bệnh viện cùng với nhiều kỹ thuật chuyên sâu về phẫu thuật nội soi trong sản khoa, di truyền học, thụ tinh trong ống nghiệm,... cho thấy những bước phát triển vững chắc của một bệnh viện đầu ngành về sản, phụ khoa theo hướng trở thành một bệnh viện chuyên khoa hàng đầu của khu vực Đông Nam Á về sản, phụ khoa, đó là mục tiêu phấn đấu của tập thể y, bác sĩ của BV Từ Dũ trong hàng chục năm qua và nhất là của tập thể y, bác sĩ trẻ trong giai đoạn 2020-2025 và những năm tiếp theo.

## Đội ngũ Y bác sĩ
Nhằm đáp ứng nhu cầu phục vụ nhân dân, hiện nay Bệnh viện Từ Dũ đã nâng tổng số giường bệnh lên 1.000 giường. Hiện nay, bệnh viện gồm 8 phòng chức năng, 16 khoa lâm sàng và 7 khoa cận lâm sàng.
Về đội ngũ cán bộ Y, Bác sĩ tính đến tháng 12 năm 2014 tổng số cán bộ công nhân viên chức của bệnh viện là 2280 người. Trong đó có: 
- 05 Tiến sĩ Bác sĩ; 01 Tiến sĩ Dược sĩ.
- 64 Thạc sĩ Bác sĩ; 02 Thạc sĩ Kỹ sư; 01 Thạc sĩ Dược sĩ.
- 36 Bác sĩ Chuyên khoa II; 113 Bác sĩ Chuyên khoa I; 5 Dược sĩ Chuyên khoa I; 115 Bác sĩ; 7 Dược sĩ
- 278 Cử nhân Điều dưỡng, Hộ sinh, Gây mê, ........

## Nhiệm vụ
Bên cạnh công tác khám chữa bệnh, Bệnh viện Từ Dũ còn là cơ sở thực hành của các trường Đại học Y Dược Thành phố Hồ Chí Minh, Đại học Y khoa Phạm Ngọc Thạch, Khoa Y Đại học Quốc gia...
Đồng thời, đội ngũ tập thể cán bộ y tế của Bệnh viện Từ Dũ luôn nỗ lực học tập và nghiên cứu. Bệnh viện đã thự hiện hàng loạt các đề tài khoa học từ cấp Nhà nước, Bộ đến cơ sở như: Nghiên cứu chất độc màu da cam trên cơ thể con người, viêm gan siêu vi B, quản lý bà mẹ và trẻ sơ sinh toàn thành phố v.v...

## Thành tích
Trong công tác khám chữa bệnh, bệnh viện luôn là đơn vị đạt và vượt chỉ tiêu chuyên môn được giao.
Bệnh viện đón nhận các huân huy chương cao quý:
- Huân chương Độc lập hạng Nhất (2012)[4], hạng Nhì (2007)[5][6]
- Anh hùng Lao động (1985, 2002)[7].
- Huân chương Lao động hạng Nhất (1989), hạng Nhì (1985), hạng Ba (1982)[7].

## Thành tựu
Bệnh viện Từ Dũ cũng là nơi đầu tiên triển khai thành công các thành tựu mới trong lĩnh vực y khoa như: Triển khai siêu âm trong sản phụ khoa, mổ nội soi phụ khoa (năm 1990), thành lập khoa phục hồi chức năng trẻ sơ sinh (năm 1996), triển khai thành công phương pháp thụ tinh trong ống nghiệm (năm 1997), nuôi sống trẻ sơ sinh cực non bằng phương pháp Kangaroo, di truyền, v.v...
Trên lĩnh vực quan hệ quốc tế: Nhằm nâng cao trình độ chuyên môn và tiếp thu các kỹ thuật tiên tiến trong lĩnh vực y học, Bệnh viện Từ Dũ đã đặt mối quan hệ với nhiều tổ chức quốc tế như:
- Ở lĩnh vực nhi sơ sinh tổ chức L'Appel Lorient (Pháp) Đông Tây hội ngộ (Hoa Kỳ)...
- Ở lĩnh vực chẩn đoán hình ảnh với Đại học Angers (Pháp), tổ chức y học Luân Đôn, Hiệp hội siêu âm Úc Châu...
- Ở lĩnh vực di truyền với Đại học Sydney (Úc), Đại học Oita (Nhật), tổ chức JICA (Nhật), CDC (Hoa Kỳ)...
- Ở lĩnh vực nghiên cứu HIV/AIDS với Đại học California (Hoa Kỳ), Đại học Tokyo (Nhật),...
- Ở lĩnh vực sức khỏe sinh sản với tổ chức UNFPA, Pathfinder International....
- Ở lĩnh vực Kế hoạch hoá gia đình với tổ chức WHO, IPAS, Đại học Pittburg (Hoa Kỳ).[8][9]